# Capitole de l'État de Géorgie
Le Capitole de l'État de Géorgie (en anglais : Georgia State Capitol) est le siège de la législature de l'État et des bureaux du gouverneur de la Géorgie. Il est situé dans la ville d'Atlanta, capitale de l'État de Géorgie, aux États-Unis.
Construit en 1889 d'après des plans de Willoughby J. Edbrooke et Franklin Pierce Burnham, le bâtiment est de style renaissance et néoclassique.
Ce Capitole est National Historic Landmark depuis 1973 et Registre national des lieux historiques depuis 1971.